# François Charles de Raimond
François Charles de Raimond, född 1734, död 1799, var en fransk diplomat. Han var Frankrikes sändebud i Sverige från 1768 till 1771. 